# Таймир
Тайми́р, Тайми́рський піво́стрів — найпівнічніший півострів Азії, що омивається Карським морем і морем Лаптєвих.
Таймирський півострів розташований між Єнісейською затокою Карського моря та Хатанзькою затокою моря Лаптєвих.
Площа Таймирського півострова — 400 тис. км². Висота Таймиру — до 1146 м (гори Бирранга).
Рослинність — тундрова, на півдні — лісотундрова.
Найбільші річки — Пясіна і Таймира, багато боліт, озер, зокрема озеро Таймир.
Адміністративно Таймир майже цілком являє собою Таймирський район Красноярського краю Росії. Найбільші міста — Норильськ і Дудінка.
Корінними народами Таймиру є:
- Нганасани
- Долгани
- Ненці

Росіяни, колонізуючи Сибір, дісталися Таймиру не раніше XVI ст.

## Джерело
- Українська радянська енциклопедія : у 12 т. / гол. ред. М. П. Бажан ; редкол.: О. К. Антонов та ін. — 2-ге вид. — К. : Головна редакція УРЕ, 1974–1985., Том 11. Кн. 1., К., 1984, стор. 119